# 维特·耶德利奇卡
维特·耶德利奇卡（捷克語：Vít Jedlička，1983年9月6日—）是一名捷克政治家，社会活动家。他是赫拉德茨-克拉洛韦州自由公民党的主席。2015年4月13日，他宣布建立利伯兰自由共和国，并担任总统。

## 简介
维特·耶德利奇卡于2009年毕业于布拉格经济大学并取得学士学位，随后，他就读于CEVRO研究所，毕业于2014年并且取得硕士学位。自2003年以来，他一直在商业和信息技术领域担任职位。在2013年和2014年，他还担任过金融市场分析师。

## 政治
自2001年以来维特·耶德利奇卡是公民民主党的一员。 2009年他加入自由公民党，并被选为赫拉德茨-克拉洛韦州自由公民党主席。

## 利伯兰自由共和国
维特·耶德利奇卡于2015年4月13日宣告占领塞尔维亚和克罗地亚之间的无主土地，建立利伯兰自由共和国，并成为其第一任总统。

## 政治观点
他认为自己是一名自由意志主义者，持有关于个人自由和尽可能少的国家入侵的自由的自由意志主义观点。他的观点类似于美国政客罗恩·保罗。
维特·耶德利奇卡是一名欧洲怀疑论者。他指出了自由市场与国内市场之间在欧盟民主赤字、欧盟机构和欧盟成员国的规则的普遍滥用等方面的巨大差异。耶德利奇卡甚至称欧洲稳定机制为“保护国”。